# Gajah Makmur (Malin Deman)
Gajah Makmur is een bestuurslaag in het regentschap Muko-Muko van de provincie Bengkulu, Indonesië. Gajah Makmur telt 1343 inwoners (volkstelling 2010).